# Meridià 91 a l'oest
El meridià 91 a l'oest de Greenwich és una línia de longitud que s'estén des del pol Nord travessant l'oceà Àrtic, Amèrica, l'oceà Atlàntic, l'oceà Pacífic, l'oceà Antàrtic, i l'Antàrtida fins al pol Sud.
El meridià 91 a l'oest forma un cercle màxim amb el meridià 89 a l'est. Com tots els altres meridians, la seva longitud correspon a una semicircumferència terrestre, uns 20.003,932 km. Al nivell de l'Equador, és a una distància del meridià de Greenwich de 10.130 km.

## De Pol a Pol
Començant en el pol Nord i dirigint-se cap al pol Sud, aquest meridià travessa:
| Coordenades                             | País, territori o mar     | Notes |
| --------------------------------------- | ------------------------- | --- |
| 90° 0′ N, 91° 0′ O / 90.000°N,91.000°O  | Oceà Àrtic                | |
| 81° 49′ N, 91° 0′ O / 81.817°N,91.000°O | Canadà                    | Nunavut - Ellesmere |
| 81° 32′ N, 91° 0′ O / 81.533°N,91.000°O | Estret de Nansen          | |
| 80° 43′ N, 91° 0′ O / 80.717°N,91.000°O | Canadà                    | Nunavut - Illa d'Axel Heiberg |
| 78° 8′ N, 91° 0′ O / 78.133°N,91.000°O  | Badia de Noruega          | |
| 77° 38′ N, 91° 0′ O / 77.633°N,91.000°O | Canadà                    | Nunavut - Illa Graham i Illa Buckingham |
| 77° 8′ N, 91° 0′ O / 77.133°N,91.000°O  | Badia de Noruega          | |
| 76° 39′ N, 91° 0′ O / 76.650°N,91.000°O | Canadà                    | Nunavut - Illa Devon |
| 74° 42′ N, 91° 0′ O / 74.700°N,91.000°O | Estret de Parry           | Estret de Barrow |
| 74° 0′ N, 91° 0′ O / 74.000°N,91.000°O  | Canadà                    | Nunavut - Illa Somerset |
| 73° 27′ N, 91° 0′ O / 73.450°N,91.000°O | Estret del Príncep Regent | |
| 71° 30′ N, 91° 0′ O / 71.500°N,91.000°O | Golf de Boothia           | |
| 69° 37′ N, 91° 0′ O / 69.617°N,91.000°O | Canadà                    | Nunavut - continent |
| 62° 56′ N, 91° 0′ O / 62.933°N,91.000°O | Badia de Hudson           | |
| 62° 40′ N, 91° 0′ O / 62.667°N,91.000°O | Canadà                    | Nunavut - illa Marble |
| 62° 39′ N, 91° 0′ O / 62.650°N,91.000°O | Badia de Hudson           | |
| 57° 16′ N, 91° 0′ O / 57.267°N,91.000°O | Canadà                    | Manitoba Ontario - des de 55° 35′ N, 91° 0′ O / 55.583°N,91.000°O |
| 48° 12′ N, 91° 0′ O / 48.200°N,91.000°O | Estats Units              | Minnesota |
| 47° 28′ N, 91° 0′ O / 47.467°N,91.000°O | Llac Superior             | |
| 46° 55′ N, 91° 0′ O / 46.917°N,91.000°O | Estats Units              | Wisconsin Iowa - des de 42° 43′ N, 91° 0′ O / 42.717°N,91.000°O Illinois - des de 41° 26′ N, 91° 0′ O / 41.433°N,91.000°O Iowa - des de 41° 9′ N, 91° 0′ O / 41.150°N,91.000°O Illinois - des de 40° 53′ N, 91° 0′ O / 40.883°N,91.000°O Missouri - des de 39° 25′ N, 91° 0′ O / 39.417°N,91.000°O Arkansas - des de 36° 30′ N, 91° 0′ O / 36.500°N,91.000°O Mississipi - des de 33° 58′ N, 91° 0′ O / 33.967°N,91.000°O Arkansas - per uns 2 km des de 33° 47′ N, 91° 0′ O / 33.783°N,91.000°O a illa Beulah Número 74 Mississipi - des de 33° 46′ N, 91° 0′ O / 33.767°N,91.000°O Louisiana - des de 32° 26′ N, 91° 0′ O / 32.433°N,91.000°O Mississipi - per uns 4 km des de 32° 23′ N, 91° 0′ O / 32.383°N,91.000°O Louisiana - des de 32° 21′ N, 91° 0′ O / 32.350°N,91.000°O Mississipi - des de 32° 11′ N, 91° 0′ O / 32.183°N,91.000°O Louisiana - des de 31° 0′ N, 91° 0′ O / 31.000°N,91.000°O |
| 29° 10′ N, 91° 0′ O / 29.167°N,91.000°O | Golf de Mèxic             | |
| 19° 7′ N, 91° 0′ O / 19.117°N,91.000°O  | Mèxic                     | Campeche Tabasco - des de 17° 57′ N, 91° 0′ O / 17.950°N,91.000°O, la major part corre paral·lel a la frontera amb Guatemala, que és uns 2 km més a l'est |
| 17° 15′ N, 91° 0′ O / 17.250°N,91.000°O | Guatemala                 | |
| 16° 53′ N, 91° 0′ O / 16.883°N,91.000°O | Mèxic                     | Chiapas |
| 16° 4′ N, 91° 0′ O / 16.067°N,91.000°O  | Guatemala                 | |
| 13° 55′ N, 91° 0′ O / 13.917°N,91.000°O | Oceà Pacífic              | Passa a l'oest de illa Pinta, Galápagos, Equador (a 0° 36′ N, 90° 47′ O / 0.600°N,90.783°O) · Passa a l'oest de Santiago, Galápagos, Equador (a 0° 15′ S, 90° 52′ O / 0.250°S,90.867°O) |
| 0° 23′ S, 91° 0′ O / 0.383°S,91.000°O   | Equador                   | Isabela, Galápagos |
| 0° 58′ N, 91° 0′ O / 0.967°N,91.000°O   | Oceà Pacífic              | |
| 60° 0′ S, 91° 0′ O / 60.000°S,91.000°O  | Oceà Antàrtic             | |
| 72° 32′ S, 91° 0′ O / 72.533°S,91.000°O | Antàrtida                 | Territori no reclamat |